# 程金瑞
程金瑞（1926年8月13日—2011年1月12日），山东省莒南县十字路南石桥村人，中国共产党及中华人民共和国官员。

## 生平
程金瑞生于沂蒙山区莒南县十字路南石桥村一个贫苦农民家庭，家中仅有四分滩地，父亲程凤玖是私塾先生。全家靠程金瑞的哥哥当长工和父亲教私塾维持生计。程金瑞兄弟姐妹8人，程金瑞排行第四，上有三个哥哥一个姐姐，下有两个弟弟一个妹妹，五弟9岁时饿死。程金瑞白天随哥哥给地主家锄地，晚上随父亲读书，从《三字经》、《百家姓》一直读到四书和《诗经》。
抗日战争爆发后，程金瑞在本村上抗日小学，任小学儿童团总队长。1941年，八路军一一五师进驻沂蒙山，程凤玖先后收养多批伤员、六个小八路军战士，并配合八路军开展打土豪、减租减息等土地改革运动，还送三儿子程金利、四儿子程金瑞参加八路军。1943年到1944年，程金瑞被选送到滨海抗日中学莒南县青训班学习。1944年6月，加入中国共产党。同年，任滨海区大山前村抗日中心小学校长。任内还兼任筵宾区民主政府文教助理、筵宾区青年救国联合会会长。1944年11月，莒南县抗日民主政府发出通知，决定在莒南县推广学习与劳动相结合的“庄户学”，程金瑞跑遍筵宾区各村，在办好抗日小学的基础上，指导全区各村成立成人班、妇女班、民兵班、村干部班。1944年起，当地兴起创办由农民担任演员的“庄户剧团”，至1946年形成活动高潮，对促进“减租减息”、“动员参军”发挥了作用，当时有首歌谣：“从洙边到到大店，村村锣鼓响，庄庄有剧团。”筵宾区处在“庄户剧团”活动的中心地带，作为筵宾区民主政府文教助理和青联会长的程金瑞为这一文艺活动投入了大量精力。
1947年4月，程金瑞任莒南县青年民主建国会副会长。当时莒南县既是山东解放区的实验县，也是中共滨海区地委和滨海专署（临沂地委、专署）的驻地。1946年12月，中共中央华东局、山东省青联根据中共中央关于建立新民主主义青年团（简称新青团）的指示，决定在莒南县金沟官庄建立山东省第一个新青团团支部，1947年春，建团工作成为莒南县青联的重要工作，作为青联主要负责人之一的程金瑞为建团试点工作作出了贡献，不久山东省第二个、第三个新青团支部也在莒南县成立。1947年8月20日，中共莒南县委发出《关于建立新民主主义青年团组织的指示》，要求全县学习金沟官庄建团经验，开展建团工作。为此，程金瑞与莒南县青联的同事们带领全县青年开展改地复查、站岗反特、支援前线、动员参军等工作，并结合以上工作开展了较大规模的建团活动。截至1947年9月，莒南县已经有80%的村建立新青团组织，发展团员近8000人，程金瑞受到上级机关记大功一次。
1948年1月，程金瑞作为优秀新青团干部，被编入华东建设大学，随华东野战军南下以开辟新区，此后曾经在华东野战军驻邯郸中原办事处任职。1948年10月，华东野战军攻占郑州，程金瑞被组织留在郑州，此后历任中共郑州市青委宣传部长、郑州市青年联合会主席、共青团郑州市委书记，共青团洛阳市委书记，共青团河南省委常务副书记。
1970年7月，程金瑞被组织派到密县任密县革命委员会主任，并任党的核心小组组长，1970年11月离任。来密县上任的途中，程金瑞见岳村附近的高堰头上将黄土挖掉糊白，写成“为人民服务”五个立体效果的大字。上任后第一次干部会上，他讲到这件事说，把“为人民服务”刻在墙上，不如把好事办到群众心上。1970年冬，程金瑞到牛店公社打虎亭村驻队调研。不久，在影剧院召开全县四级干部会议，程金瑞在会上总结了农田平整的成绩，表彰了先进人物和单位，但也实事求是地对不分昼夜、不分晴雨、不分男女性别的劳动等问题提出了批评，指出劳动时间要缩短，劳动强度应适当减轻，对男女社员要区别对待，应照顾女社员的生理特点，各级干部应当珍惜民力、爱护群众。他提出，冬天寒冷，早晨大家多睡会儿，被窝热乎乎；中午回家吃饭，肚子热乎乎；晚上早点下工，炕头热乎乎；大家见面要有笑脸，心里热乎乎。“热乎乎”很快传遍全县，成为全县群众的口头语。
程金瑞到密县后，推广液体化肥氨水。当时密县要从巩县长途拉来氨水，等拉回密县，肥效就挥发完了。程金瑞到巩义参观后，决定在密县建氨水厂。不久，便在超化黄固寺村、牛店李湾村、白寨东岗村建起三个氨水厂。1972年，由于密县努力争取，位于密县楚沟的开封地区化肥厂下放，改成密县化肥厂。1958年，密县粮食总产量1.01亿公斤，1968年总产量1.04亿公斤，在化肥普遍使用后，1973年总产量达到1.58亿公斤。
1973年1月，程金瑞任中共密县县委第一书记，1975年2月离任。任内鉴于密县大量缺粮，程金瑞决定提高粮食标准，顶着压力到河南省里请求支援，河南省同意了程金瑞的请求，为密县调拨了一批粮食，自此密县山区群众的粮食标准提高至110-120斤，解决了部分群众的温饱问题。程金瑞发现密县严重缺水，在会议上表示水的问题若不解决，粮食高产得不到保证，要下决心解决密县水利问题。程金瑞以屈嘴村 “五代井”为典型，在密县掀起打井高潮。为筹措打井急需的钢材，程金瑞决定把中共密县县委的两部车卖掉一部，从包钢换来一批钢材，县委还在资金上支持打井。密县各村普遍打成深井，旱地变成水浇田，在中国北方地区引发轰动，受到国务院重视。1973年10月，国务院打井配套办公室在密县召开110人参加的北方八省、市及重点县山区打井配套现场会，水利部农水司司长李素文主持，与会人员参观了“五代井”、黄路营井、大坡井、岳岗井等，中共密县县委第一书记程金瑞在会上作典型发言。
程金瑞在密县任职期间，密县开始大规模农机化，程金瑞也在下乡时学会开拖拉机。《密县志》交通篇中的《1973年至1985年密县机动车辆情况表》记载，1973年到1977年，密县拖拉机数量从436台增至2193台，其中1974年、1975年分别比上一年增加49.3%、71.5%，是这6年间增幅最高的两年。同一时期，密县汽车拥有量自77辆增至301辆，其中1974年、1975年分别比上一年增加16.8%、73%，也是这6年间增幅最高的两年。
为解决密县煤炭外运问题，经中共密县县委多次争取，开封地区决定投资兴建尉氏县至登封县朝阳沟的小铁路，以解决豫东燃煤外运问题。1974年底，中共密县县委成立小铁路建设指挥部。1975年1月18日，开封地区762毫米轨距小铁路开工建设，指挥部设在超化，11月全线通车。
早在1958年，郑州矿务局便提出开采密县县城地下煤田。1972年，中共密县县委根据河南省革命委员会生产指挥部要求，开展县城搬迁的前期准备工作，成立新县城筹建指挥部，但未能确定县城新址。1973年，中共密县县委第一书记、密县革命委员会主任程金瑞指示，选址要符合不占良田、靠近火车站、离老城不远这三个原则，他率领班子领导、筹建处人员及县直主要委局领导实地考察，最后确定韩庄为县城新址。经河南省革命委员会生产建设指挥部批准，1973年8月25日，新县城建设筹建处迁到韩庄大队办公。1974年7月，新县城动工建设。1979年，中共密县县委、密县人民政府部分直属机关及企事业单位迁到新县城办公。
程金瑞在密县工作期间，办公和住宿都在一间房内，家具仅有一张桌子、一张床、一对旧沙发。1974年，二女儿程红（后改名程虹）高中毕业后，被下放到河南省郏县广阔天地大有作为人民公社劳动，被选为生产队长，程金瑞一次都没去看过。当得知二女儿率领社员收秋种麦，挽着裤腿和农民打成一片，受到社员信任时，程金瑞很高兴。程金瑞的兄弟姐妹多，但都知道他不恂私情，所以没来找过他。1974年，新密矿务局正招工，程金瑞的一个十六七岁的侄子来找他，想让他帮助安排到新密矿务局工作，程金瑞不给他帮忙，并拿出路费让他回老家去。
1975年2月，程金瑞调离密县，任国营大型企业郑州503厂（上街铝厂）党委书记兼厂长。此后任河南农业科学院党组书记兼院长。1983年以后，历任中国农业工程研究设计院党委书记，国务院“三西”地区办公室主任、国务院扶贫开发办公室顾问、中国农业政策研究会研究员、中国扶贫基金会理事。
2011年1月12日，程金瑞病逝，享年85岁。

## 家庭
- 二女：程虹，首都经贸大学英语语言文学教授[2]
  - 女婿：李克强，中共中央政治局原常委，国务院前总理